# Pectinia africana
Espèce
Statut CITES
Pectinia africana est une espèce de coraux appartenant à la famille des Merulinidae.